# Nikola Jestratijević
Nikola Jestratijević (in serbo Никола Јестратијевић?; Zemun, 9 luglio 1976) è un ex cestista serbo.

## Carriera
Con la Jugoslavia ha disputato i Giochi olimpici di Sydney 2000.

## Palmarès
- Coppa di Jugoslavia: 1

FMP Železnik: 1997
- Coppa Italia: 1

Virtus Bologna: 2001
- Campionato italiano: 1

Virtus Bologna: 2000-2001
- Eurolega: 1

Virtus Bologna: 2000-2001